# Пекулней
Хребета Пекулней (на руски: Пекульней, Пэкульней) е нископланински хребет, в Североизточна Азия, в централната част на Чукотски автономен окръг на Русия. Простира се от юг на север на протежение от 300 km, между реките Танюрер на изток и Белая на запад (леви притоци на Анадир). На юг се спуска към Анадирската низина, в близост до левия бряг на река Анадир, а на север се свързва с Чукотската планинска земя. Максимална височина 1362 m (67°17′39″ с. ш. 176°32′44″ и. д. / 67.294167° с. ш. 176.545556° и. д.), разположена в северната му част. Изграден е от ефузивни шистово-пясъчни мезокайнозойски наслаги, пронизани от интрузивни гранити. От него водят началото си реките Танюрер и Белая и множество техни съответно десни и леви притоци. По склоновете му на височина до 300 – 500 m расте мъхово-тревиста тундра с редки храсти и кедров клек, а нагоре следва лишейна камениста тундра с разредена растителна покривка.

## Национален атлас на Русия
- Чукотка[2]